# Воюш, Владимир Дмитриевич
Владимир Дмитриевич Воюш (укр. Володимир Дмитрович Воюш; род. 4 декабря 1957, Калининград) — украинский политик, народный депутат Украины.

## Биография
В 1980 году получил образование в Московском институте им. г. В. Плеханова, по специальности экономист.
- 1974-76 — ученик термиста, термист, Феодосийское ВО «Море»[2].
- 1976-80 — студент, Московского института народного хозяйства[2].
- 1980-90 — старший экономист, позже главный экономист птицефабрики им. Кирова треста «Крымптахопром», г. Феодосия[2].
- 1990—2001 — председатель правления, АКБ «Таврия», г. Симферополь[2].
- С 1998 — депутат, а 2001—2002 — председатель Постоянной комиссии ВР АР Крым по экономической, бюджетно-финансовой и налоговой политике[2].

Член СДПУ(о) (с 2000); президент Благотворительного фонда «Мария» (с 1998); член Политсовета СДПУ(о) (с 03.2003); член Политбюро СДПУ(о) (с 04.2005).
народный депутат Украины 4-го созыва с апреля 2002 по апрель 2006, избран по избирательному округу № 1 АР Крым, выдвинут СДПУ(о). За 18,75 %, 15 соперников. На время выборов: депутат ВР АР Крым, член СДПУ(о). Член фракции СДПУ(о) (с 05.2002), зам. председателя Комитета по вопросам бюджета (с 06.2002).
03.2006 кандидат в народные депутаты Украины от «Оппозиционного блока НЕ ТАК!» N 28 в списке. На время выборов: народный депутат Украины, член СДПУ(о).

## Награды и звания
- Почётная грамота КМ Украины (12.2003)